# 白井権八 (橋幸夫の曲)
『白井権八』（しらいごんぱち）は、1964年2月5日に ビクターより発売された橋幸夫の48枚目のシングルである（VS-1182）。

## 概要
- 股旅物でない橋の時代歌謡で、作詞は佐伯孝夫、作曲は吉田正による楽曲である。
- ジャーナリスト出身の佐伯は古文・古典についても素養が深く、時代劇や時代物の作詞も得意とし[2]、以前に吉田正の作曲で、三浦洸一『弁天小僧』（1955年）でヒットさせ、前年の63年に橋の歌唱で『お嬢吉三』をヒットさせている。前者は歌舞伎の「青砥稿花紅彩画（あおとぞうしはなのにしきえ）」通称「白浪五人男」）を素材とし、後者は同じく歌舞伎の「三人吉三廓初買（さんにんきちさくるわのはつがい）」からとられている。
- 『お嬢吉三』のヒットで歌舞伎ものの続編が制作されることとなり、歌舞伎狂言の「浮世柄比翼稲妻（うきよづかひよくのいなづま）」の白井権八をとりあげ、本楽曲が制作された。
- お嬢吉三が女装の盗賊、白井権八は辻切り浪人だが、佐伯・吉田は大時代的な感じを取り去って、さらりと、現代風に、ややコミックな感じに作りあげ」[3]、軽快なメロディーに乗せている。
- 楽曲は、男伊達で鳴らした白井権八とおいらん小紫との恋、そしてそしてその最後（比翼塚）を描いており、幡随院長兵衛が「お若えの、お待ちなせえやし」と問い、「待てとお止めなされしは、拙者がことでござるかな」と応える有名な台詞がそのまま生かされている。
- 64年のゴールデウィークには、橋は恒例の日劇橋幸夫ショーでは、舞台に豪華な紅格子の吉原青楼門前が再現され、かむろ二人に手を取られて若衆姿の橋が登場し、歌舞伎仕立てでこの楽曲を歌唱している[4]。
- c/wの『葵若衆』も佐伯、吉田の作品で、松平長七郎をとりあげている。

## 収録曲
1. 白井権八
作詞：佐伯孝夫、作・編曲：吉田正
2. 葵若衆
作詞：佐伯孝夫、作・編曲：吉田正

## 収録アルバム
- 初期のLP盤のアルバムに収録されている
  - 『橋幸夫ステレオハイライト第2集』（1964年、SJV-8）
  - 『橋幸夫ゴールデンヒットアルバム第1集』（1965年、JV-166）
- CD-BOXでの収録は以下のとおり。
  - 『橋幸夫大全集』1993/9　Disc3
  - 『橋幸夫のすべて』2011/2　Disc3